# Humbug (Album)
Humbug (dt. Unfug) ist das dritte Studioalbum der britischen Indie-Rock-Band Arctic Monkeys. Es erschien im deutschsprachigen Raum am 21. August 2009 beim Indie-Label Domino Records und konnte Platz eins der britischen Charts erreichen.

## Entstehung und Veröffentlichung
Die Arbeiten am Album begannen im Sommer 2008, als die Band erste Ideen während einer Tournee sammelte. Die Aufnahmen am Album begannen Ende 2008 und wurden erstmals in der Geschichte der Band ausschließlich in den USA durchgeführt. Die Titel My Propeller, Secret Door und Cornerstone entstanden unter der Produktion von James Ford, der auch schon für das Vorgängeralbum Favourite Worst Nightmare verantwortlich war. Als Aufnahmeort wählte er das Mission Sound im New Yorker Stadtteil Brooklyn aus. Alle restlichen Songs wurden von Joshua Homme produziert, der als Leadsänger von Queens of the Stone Age Berühmtheit erlangte. Dieser sagte der Band zu, nachdem er eine Aufnahme des Stückes Dance Little Liar gehört hatte. Später sagte er in einem Interview mit dem Rolling Stone aus, dass ihn insbesondere die Stimme von Frontmann Turner sowie das Schlagzeugspiel von Helders ihm auf Anhieb gefallen hätte. Homme wählte die Rancho de la Luna (dt. Ranch des Mondes) für die Aufnahmen aus, ein Studio in der kalifornischen Wüste mit analogen Aufnahmegeräten. Die Aufnahmen wurden im Frühjahr 2009 abgeschlossen.
Das Album erschien in Japan am 19. August 2009, zwei Tage später wurde es im deutschsprachigen Raum, den Benelux-Staaten, Australien und Irland veröffentlicht. Am 24. August 2009 erschien Humbug in Großbritannien, Neuseeland, und Lateinamerika, einen Tag später war die CD auch in den Vereinigten Staaten und Kanada erhältlich.

## Titelliste
| #   | Titel                | Länge |
| --- | -------------------- | ----- |
| 1.  | My Propeller         | 3:27  |
| 2.  | Crying Lightning     | 3:43  |
| 3.  | Dangerous Animals    | 3:30  |
| 4.  | Secret Door          | 3:43  |
| 5.  | Potion Approaching   | 3:32  |
| 6.  | Fire And The Thud    | 3:57  |
| 7.  | Cornerstone          | 3:17  |
| 8.  | Dance Little Liar    | 4:43  |
| 9.  | Pretty Visitors      | 3:40  |
| 10. | The Jeweller’s Hands | 5:44  |

## Rezensionen
Von Musikkritikern wurde das Album überwiegend positiv besprochen. Von Metascore erhielt es einen errechneten Durchschnitt von 75 %, die Rechnung basiert auf 26 professionellen Bewertungen.
Das deutsche Online-Magazin Laut.de vergibt vier von fünf möglichen Sternen. Kritiker Jakob Rondthaler ist der Meinung, dass die Songs auf Humbug im Vergleich zu den vorherigen Alben ausgeklügelter und durchdachter seien, ohne dass es an Qualität einbüße. Die Platte wirke ruhiger und der neue Stil passe zur Band. Außerdem stellt er fest, dass die Umsetzung der einzelnen Stücke weiter in den Vordergrund gerückt sei.
Auch Rob Sheffield von der Musikzeitschrift Rolling Stone benotet das Album mit vier von fünf Sternen. Er schreibt zu dem Album, dass der neue Stil erwachsener wirke, man aber trotzdem noch die Ursprünge der Band bemerke. Besonders hebt er dabei die Texte von Alex Turner hervor, die ernster geworden sind.
Das deutsche E-Zine Plattentests.de vergibt sieben von zehn Punkten. Kritiker Thomas Pilgrim lobt ebenfalls die neue Stilausrichtung und die Weiterentwicklung der Band, kritisiert dabei allerdings, dass die Band dies manchmal etwas überstrapaziere.
Arne Janßen von cdstarts.de vergibt ebenfalls sieben von zehn möglichen Punkten. Er meint, dass man sich an den neuen Klang zunächst gewöhnen muss, die Weiterentwicklung danach aber gut anzuhören sei. Außerdem lobt er, dass sich der Fokus auf das gesamte Werk verlagert habe.

## Kommerzieller Erfolg

### Chartplatzierungen
Im Heimatland der Band, in Großbritannien, erreichte das Album Platz eins der Album-Charts und konnte sich zwei Wochen auf dieser Position halten. Weitere Platzierungen auf Platz 1 wurden in Irland und dem flämischen Teil Belgiens erreicht. Platz zwei für das Album gab es in Australien, den Niederlanden und in Frankreich. In Neuseeland erreichte das Album den dritten Platz, Platz vier erreichte es im wallonischen Teil Belgiens, Dänemark, Deutschland, und Kanada. In den spanischen Charts wurde Humbug auf Platz fünf geführt, in Österreich, der Schweiz, Norwegen und Portugal auf Platz sieben. Weitere Platzierungen in den Charts wurden in Finnland mit Platz elf, in Schweden mit Platz zwölf, in den Vereinigten Staaten mit Platz 15 und Italien mit Platz 18 erreicht.
Die Single Crying Lightning konnte sich in Wallonien (Platz 9), Großbritannien (Platz 12), Flandern (Platz 13), Frankreich (Platz 23), und Österreich (Platz 70) platzieren.
Cornerstone, die zweite Single, erreichte in Flandern Platz 18, Frankreich Platz 42 und in Großbritannien Platz 94.
Die dritte Single, My Propeller, stieg in Flandern auf Platz sieben, in Frankreich auf Platz 56 und in Großbritannien auf Platz 90 ein.
| ChartsChartplatzierungen       | Höchstplatzierung | Wochen |
| ------------------------------ | ----------------- | ------ |
| Deutschland (GfK)              | 4 (6 Wo.)         | 6      |
| Österreich (Ö3)                | 7 (5 Wo.)         | 5      |
| Schweiz (IFPI)                 | 7 (6 Wo.)         | 6      |
| Vereinigte Staaten (Billboard) | 15 (6 Wo.)        | 6      |
| Vereinigtes Königreich (OCC)   | 1 (24 Wo.)        | 24     |

| ChartsJahrescharts (2009)    | Platzierung |
| ---------------------------- | ----------- |
| Vereinigtes Königreich (OCC) | 56          |

### Auszeichnungen für Musikverkäufe
| Land/Region                  | Auszeichnungen für Musikverkäufe (Land/Region, Auszeichnung, Verkäufe) | Verkäufe  |
| ---------------------------- | ---------------------------------------------------------------------- | --------- |
| Europa (Impala)              | Diamant                                                                | (250.000) |
| Kanada (MC)                  | Gold                                                                   | 40.000    |
| Vereinigtes Königreich (BPI) | Platin                                                                 | 446.000   |
| Insgesamt                    | 1× Gold · 1× Platin · 1× Diamant ·                                     | 486.000   |

Hauptartikel: Arctic Monkeys/Auszeichnungen für Musikverkäufe